# James Jackson Putnam
James Jackson Putnam (3 de octubre de 1846-4 de noviembre de 1918) fue un neurólogo estadounidense.

## Biografía
Nacido en Boston, Massachusetts, y graduado en el Harvard College con un Bachelor of Arts en 1866, Putnam fue a Europa para estudiar en compañía del barón Carl von Rokitansky, Theodor Meynert y John Hughlings Jackson. Luego asistió a la Harvard Medical School desde 1872 a 1875, graduándose en 1876 con un título de Doctor en Medicina. A su regreso al Hospital General de Massachusetts, abrió una clínica que se convirtió en el Departamento de Neurología de la Facultad de Medicina de Harvard.
Putnam fue miembro fundador de la American Neurological Association en diciembre de 1874, y su presidente en 1888, y también miembro fundador de la American Psychoanalytical Association en 1911, siendo su primer presidente y continuando en el cargo al año siguiente. Fue nombrado profesor de enfermedades del sistema nervioso en Harvard en 1893 y continuó hasta su retiro en 1912.
En 1900 fue uno de los firmantes de la "Protesta de los Amigos de la Gestión Actual del Instituto Patológico de Nueva York" ("Protest of the Friends of the Present Management of the New York Pathological Institute") junto con S. Weir Mitchell, Percival Bailey, Ira Van Gieson, Morton Prince, Frederick Peterson y muchos otros. Putnam fue uno de los que contribuyó decisivamente a traer a Sigmund Freud y Carl Gustav Jung a los Estados Unidos en 1909 y se interesó cada vez más en la psiconeurosis y el uso de la psicoterapia, contribuyendo a The Encyclopedia of the Self donde escribió artículos sobre la necesidad de la metafísica y los motivos humanos, ambos publicados más tarde como libros. También escribió la introducción a la traducción del alemán al inglés de Tres ensayos sobre teoría sexual de Sigmund Freud. Hizo varias contribuciones a la neurología y la medicina en general, por ejemplo, destacando el hecho de que el hipertiroidismo puede terminar en mixedema. También realizó trabajos de investigación muy tempranos sobre los ganglios basales.
Putnam ha dado su nombre a la acroparestesia de Putnam, una condición caracterizada por entumecimiento, hormigueo, anestesia y decoloración de las manos al despertarse por la mañana. Junto con Charles L. Dana M.D. (1852-1935) también describió el síndrome de Putnam-Dana, que es una forma de degeneración neurológica subaguda generalizada causada por la deficiencia de Vit. B12.
Entre 1875 y 1876, Putnam, Henry Pickering Bowditch (1840-1911), William James (1842-1910) y su hermano Charles Pickering Putnam (1844-1914) fundaron el campamento Putnam en St. Huberts, condado de Essex, Nueva York.
Putnam vivió en Cotuit, Massachusetts.

## Obra
- Putnam, James J.  Report on Electro-therapeutics (Containing Some Final Alterations).  Boston, 1873.
- Putnam, James J., and George A. Waterman.  Studies in Neurological Diagnosis.  Boston: Ellis, 1902.[8]

- Putnam, James J.  A Memoir of Dr. James Jackson, with Sketches of his Father, Hon. Jonathan Jackson, and his brothers, Robert, Henry, Charles, and Patrick Tracy Jackson; and some account of their ancestry.  Boston: Houghton, Mifflin, 1905.
- Putnam, James J.  “Personal Impressions of Sigmund Freud: his work with special reference to his recent lectures at Clark University,” The Journal of Abnormal Psychology 46(6) (Feb.-March 1910): 372–379.
- Putnam, James J.  On Some of the Broader Issues of the Psychoanalytic Movement.  [Philadelphia?: s.n., 1914?]
- Putnam, James J.  Human Motives.  Boston: Little, Brown, and Co., 1915.[9]